# Reinhold Anrep den yngre
Reinhold Anrep, född 20 december 1715 vid Strömsholm, död 27 juli 1781 i Stockholm, var en svensk militär.
Han var son till Alef Herman Anrep och Maria Charlotta Wattrang
(1684-1741) samt dotterson till revisionssekreteraren Jakob Wattrang (1630-1698). 
Anrep blev student vid Uppsala universitet 1728. Han var därefter hantlangare vid artilleriet 1733 och blev sergeant där 1734. Han blev underlöjtnant och löjtnant 1747. Han reste till Frankrike och gick där i fransk tjänst som kapten 1745. Vid återkomsten till Sverige blev han kapten vid artilleriet i Sverige 1750. Han fick majors karaktär 1762 och blev sekundmajor 1765 samt överstelöjtnant 1770. Anrep blev överste 1772 och generalmajor samt generalfälttygmästare 1774.
Han blev riddare av Svärdsorden 1760 och kommendör av Svärdsorden 1772. Som militär deltog han i några kampanjer, under österrikiska tronföljdskriget medverkade han i kampanjerna vid Flandern 1747 och Brabant 1748 samt i pommerska kriget 1757–1762.
Han var ogift.